# Saint-Barthélemy-de-Bussière
Saint-Barthélemy-de-Bussière település Franciaországban, Dordogne megyében. Lakosainak száma 215 fő (2022. január 1.). Saint-Barthélemy-de-Bussière Saint-Mathieu, Abjat-sur-Bandiat, Marval, Piégut-Pluviers és Champniers-et-Reilhac községekkel határos.

## Népesség
A település népessége az elmúlt években az alábbi módon változott:
| Lakosok száma | 345  | 270  | 271  | 229  | 227  | 211  | 214  | 213  | 212  | 215  |
|               | 1968 | 1982 | 1990 | 2006 | 2013 | 2015 | 2017 | 2019 | 2020 | 2022 |